# Verband der Netzbetreiber
Der Verband der Netzbetreiber e. V. – VDN – beim VDEW war ein Verband der Unternehmen, die Stromnetze in Deutschland betreiben. Der VDN unterschied seine Mitglieder, die Netzbetreiber, in Verteilnetzbetreiber (zirka 390 Mitgliedsunternehmen) und Übertragungsnetzbetreiber (vier in Deutschland).
Die Nachfolgeorganisation für den Aufgabenbereich der technischen Regelsetzung ist das Forum Netztechnik/Netzbetrieb (FNN). Die anderen Aktivitäten verblieben beim Nachfolgerverband Bundesverband der Energie- und Wasserwirtschaft (BDEW).

## Geschichte
Der VDN entstand am 13. Juni 2001 aus der Fusion der Deutschen Verbundgesellschaft (DVG) und der Fachgruppe Netze des VDEW. Der VDN war einer der vier rechtlich eigenständigen Fachverbände des Verbands der Elektrizitätswirtschaft (VDEW).
In der Öffentlichkeit ist er vor allem bekannt geworden als einer der maßgeblichen Verbände, die an der Verbändevereinbarung im Zuge der Liberalisierung und Regulierung des Strommarktes mitwirkten. Der VDN war auch Herausgeber der Regelwerke im Rahmen des Verbändeausschusses BMWA für den elektronischen Datenaustausch, mit den Geschäftsprozesse zur Kundenbelieferung mit Elektrizität (GPKE) und Datenaustausch und Mengenbilanzierung (DuM).
Der VDN hat sich im Oktober 2007 mit dem BGW, dem VDEW und dem VRE zum Bundesverband der Energie- und Wasserwirtschaft (BDEW) zusammengeschlossen.
Im Zuge der Verbändereform in der Energiewirtschaft im Jahre 2007 war neben politischer Interessenvertretung auch die technische Regelsetzung für Stromnetzbetreiber zu reorganisieren. Ausgangspunkt für die Trennung von Lobbyarbeit und technischer Regelsetzung waren u. a. die Forderungen der Energieaufsichtsbehörden nach Neutralität und Unabhängigkeit der technischen Regelsetzung von politischen Unternehmensinteressen. Daher erfolgte im Juni 2008 die Ausgliederung des Fachbereiches Netztechnik/Netzbetrieb als Forum Netztechnik/Netzbetrieb (FNN) und Integration im Verband der Elektrotechnik, Elektronik und Informationstechnik (VDE).